# Agonum thoreyi
Agonum thoreyi es una especie de escarabajo del género Agonum, familia Carabidae. Fue descrita científicamente por Dejean en 1828.
Esta especie es nativa de Europa.